# María Blanchard
María Blanchard właściwie María Gutiérrez Blanchard (ur. 1881 w Santanderze, zm. 1932 w Paryżu) – hiszpańska malarka aktywna głównie w Paryżu.
Studiowała w Madrycie i w Paryżu, gdzie od 1916 mieszkała na stałe. Pod wpływem przyjaciół Jacques’a Lipchitza, Jeana Metzingera i Juana Grisa tworzyła modernistyczne kompozycje figuralne w stylu zbliżonym do kubizmu. Jej prace odznaczają się melancholią i smutkiem, malarka przedstawiała często dzieci i sceny macierzyńskie, w porównaniu do innych kubistów stosowała bogatszą paletę. Wystawiała swoje prace we Francji i Belgii, m.in. w Salonie Niezależnych.
Artystka urodziła się niepełnosprawna fizycznie, kalectwo miało wpływ na tematykę i nastrój jej obrazów.

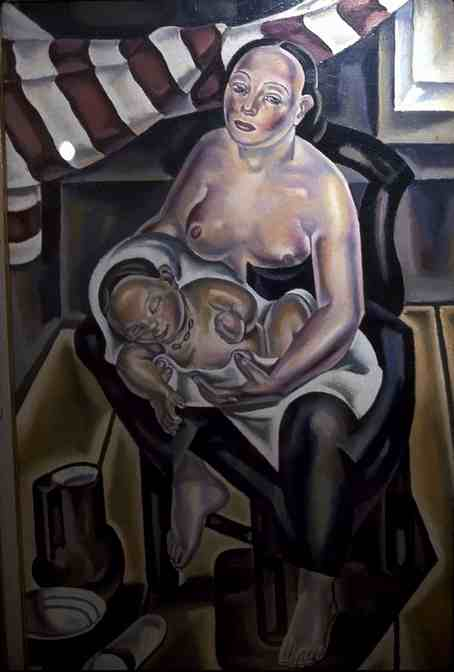
Macierzyństwo, 1928